# Тирниаузький комбінат та ВТТ
Тирниаузький комбінат та ВТТ (рос. ТЫРНЫ-АУЗСКИЙ КОМБИНАТ И ИТЛ, Тырныаузстрой) — виправно-трудовий табір ГУЛАГ, який підпорядковувався Головному Управлінню таборів Гірничо-металургійних підприємств (ГУЛГМП).
Дислокація:
- Кабардино-Балкарська АРСР, Ельбруський р-н, р.п. Тирни-Ауз;
- те ж, сел. Нижній Боксал;
- Кабардинська АРСР, сел. Нижній Боксал

## Історія
Існував: з 8 лютого 1941 по 24 вересня 1945 року.
Входив до списку ударних понадлімітних будівництв НКВД на III квартал 1941.
Види діяльності ув'язнених:
- Спорудження вольфрамо-молібденового комбінату;
- Виробництво вольфрамового концентрату.

Через окупацію північного Кавказу німецькими військами в ході Другої світової війни 6 листопада 1942 ВТТ був евакуйований, а гірничо-збагачувальний комбінат був знищений серією вибухів. Відновив роботу після звільнення регіону.
Обслуговування комбінату ув'язненими ГУЛАГу тривало до 1952 року.
На початку 2000-х років діяльність підприємства фактично була припинена, що спричинило за собою зниження чисельності населення Тирниауза майже на третину. Великі витрати комбінат поніс на ліквідацію наслідків селевого потоку, що стався в липні 2000 року. Надалі обладнання підприємства фактично було розграбовано.